# 28 juin 1936
Le dimanche 28 juin 1936 est le 180e jour de l'année 1936.

## Naissances
- Andrzej Pstrokoński, joueur polonais de basket-ball
- Belgin Doruk (morte le 26 mars 1995), actrice turque
- Chuck Howley, joueur de football américain
- Fred Gladding (mort le 21 mai 2015), joueur américain de baseball
- Jacques Rouillé, joueur français de football
- Leon Chua, universitaire sino-américain

## Décès
- Alexandre Berkman (né le 21 novembre 1870), anarchiste américain d'origine russe
- Archibald Hunter (né le 6 septembre 1856), général britannique
- Charles de Lasteyrie (né le 27 août 1877), homme politique français
- Fizalam-William Perras (né le 10 mars 1876), homme politique canadien
- François Joseph Isoard (né le 25 novembre 1869), personnalité politique française
- Henri Jaubert (né le 21 mai 1860), peintre français
- Paul-Armand du Chastel de la Howarderie (né le 26 mai 1847), généalogiste et herboriste franco-belge

## Événements
- Grand Prix automobile de Milan 1936 et Grand Prix automobile de France 1936
- L’ex-communiste et maire de Saint-Denis Jacques Doriot fonde le parti populaire français, d’inspiration fasciste.